# Neoempheria
Neoempheria is een muggengeslacht uit de familie van de paddenstoelmuggen (Mycetophilidae).

## Soorten
- N. balioptera (Loew, 1869)
- N. bimaculata (von Roser, 1840)
- N. didyma (Loew, 1869)
- N. gainesvillensis Khalaf, 1971
- N. illustris Johannsen, 1910
- N. impatiens Johannsen, 1910
- N. indulgens Johannsen, 1910
- N. lineola (Meigen, 1818)
- N. macularis Johannsen, 1910
- N. nepticula (Loew, 1869)
- N. pictipennis (Haliday, 1833)
- N. proxima (Winnertz, 1863)
- N. striata (Meigen, 1818)
- N. stubbsi Chandler & Ribeiro, 2003
- N. tuomikoskii Vaisanen, 1982
- N. winnertzi Edwards, 1913